# Marco Beltrame
Marco Beltrame (Gemona del Friuli, 23 december 1986) is een Italiaanse schansspringer. Beltrame is woonachtig in Tarvisio.
Beltrame kwalificeerde zich voor de Italiaanse Olympische Ploeg voor de Olympische Winterspelen 2006 in Turijn, maar raakte drie dagen voor de opening van het evenement gewond tijdens een val. Zijn landgenoot Stefano Chiapolino overkwam die dag hetzelfde. Beltrame onderging direct een operatie aan zijn milt, terwijl Chiapolino met een schedelbreuk en meerdere verwondingen aan zijn gezicht werd afgevoerd. Het is onduidelijk waardoor de twee ten val zijn gekomen. De weersomstandigheden waren goed en er stond geen harde wind waardoor ze eventueel uit balans gebracht konden worden. Het uitvallen van de twee betekende meteen dat Italië niet kon meedoen aan de landenwedstrijd.